# El Confidencial
El Confidencial è un quotidiano digitale a diffusione on line spagnolo d'informazione generalista, specializzato in notizie di cronaca e d'attualità riguardanti tematiche economiche, finanziarie, sportive e politiche. Fondato nel 2001, è finanziato principalmente attraverso pubblicità, abbonamenti e branded content.
Ha un orientamento politico liberale. Uno studio lo ha classifica come liberale e vicino al centro-destra, con tendenze ad una ideologia conservatrice.
Il giornale collabora con il Consorzio internazionale dei giornalisti investigativi, pubblicando in esclusiva in Spagna insieme a La Sexta i nomi della Lista Falciani e dei Panama Papers. A causa di queste informazioni, nell'ottobre 2016 il presidente del Gruppo PRISA Juan Luis Cebrián, ha citato in giudizio El Confidencial chiedendo un risarcimento pari a 8,2 milioni di euro e accusando il giornale di concorrenza sleale dopo la divulgazione dei Panama Papers. Nel gennaio 2019, il tribunale di Madrid ha archiviato la causa, ritenendo che le informazioni fossero veritiere e non vi fosse alcun illecito. Successivamente prende parte alle inchieste giornalistiche relative ai Paradise Papers.
Nel 2019 le è stato conferito il Premio de la Comunicación (area Influencia).